# Werneria
För växtsläktet, se Werneria (växter).
Werneria är ett släkte av groddjur som ingår i familjen paddor (Bufonidae).
Dessa paddor förekommer i västra Afrika i Gabon, i Kamerun och kanske i andra länder i regionen.
Arter enligt Catalogue of Life, utbredning enligt IUCN:
- Werneria bambutensis, i västra Kamerun i bergstrakter.
- Werneria iboundji, hittades i Gabon.
- Werneria mertensiana, i västra och södra Kamerun, fynd från Ekvatorialguinea och Nigeria tillhör kanske denna art.
- Werneria preussi, endemisk för Kamerun, ett äldre fynd från Togo är omstridd.
- Werneria submontana, lever likaså i Kamerun.
- Werneria tandyi, i bergstrakter i Kamerun.